# Raffaele Solimeno
Raffaele Solimeno (Torre Annunziata, 15 settembre 1963) è un allenatore di calcio ed ex calciatore italiano, di ruolo attaccante.

## Caratteristiche tecniche

### Giocatore
Giocava come centravanti.

## Carriera

### Giocatore
Nella stagione 1981-1982 ha giocato 8 partite senza mai segnare in Serie C1 con la maglia dell'A.C. Sant'Angelo 1907, squadra con cui aveva già giocato anche l'anno precedente nella medesima categoria e con cui nella stagione 1982-1983 disputa 4 partite in Serie C2. Passa poi al Vigevano, con cui nella stagione 1983-1984 segna 9 reti in 23 presenze nel Campionato Interregionale; viene riconfermato anche per la stagione successiva, nella quale gioca 27 partite e segna 18 reti.
Dopo il biennio al Vigevano torna a giocare tra i professionisti, con la maglia della Pro Vercelli; nella stagione 1985-1986 segna 2 gol in 28 presenze in Serie C2, mentre nella stagione 1986-1987 in 28 presenze segna 10 reti. A fine anno si trasferisce alla Pro Sesto, con la cui maglia segna 15 gol in 33 presenze in Serie C2 nella stagione 1987-1988
Nella stagione 1988-1989 segna altri 6 gol in 9 presenze con i milanesi, per poi passare in Serie C1 al Venezia nell'ottobre del 1988; con la squadra del capoluogo veneto gioca 24 partite in terza serie e segna 9 gol. Viene riconfermato dai lagunari anche per la stagione 1989-1990, nella quale segna 4 reti in 28 presenze.
Nella stagione 1990-1991 ha segnato 11 gol in 30 presenze in Serie C1 con la maglia del Pavia. A fine stagione è stato ceduto alla Triestina, dove ha segnato un gol in 8 presenze nel campionato di Serie C1; nel novembre del 1988 è passato al Cosenza, formazione di Serie B, con cui nella stagione 1991-1992 ha giocato nel campionato cadetto segnandovi 2 reti in 11 presenze. Successivamente, durante la stagione 1992-1993 ha giocato in Serie C1 nel Siracusa (con un bilancio totale di 13 presenze e un gol), mentre nella stagione 1993-1994 ha vestito la maglia del Savoia in Serie C2, categoria nella quale ha segnato 4 reti in 17 apparizioni in campo.
Nella stagione 1996-1997 ha vestito la maglia dell'Abbiategrasso nel Campionato Nazionale Dilettanti, segnandovi 6 gol in 16 presenze.

### Allenatore
Dal 2000 al 2003 ha allenato il Fiammamonza nella Serie A femminile.
Nella stagione 2006-2007 ha allenato la Melegnanese in Promozione.
Il 20 novembre 2014 subentra a Claudio Nichetti sulla panchina del Fanfulla, terz'ultimo in classifica in Eccellenza, conducendo la squadra alla salvezza all'ultima giornata di campionato.
Nella stagione 2015-2016 allena invece il Casalmaiocco, in Prima Categoria: nonostante i 72 punti i rossoblù finiscono secondi dietro al Villa. Ai play-off è fatale la sconfitta interna con la Paullese.
Il 7 febbraio 2017 torna sulla panchina del Fanfulla, ultimo in classifica in Serie D, subentrando ad Alexandro Dossena. Si dimette dall'incarico il 14 aprile, a tre giornate dal termine del campionato.
Il 31 ottobre dello stesso anno viene chiamato al Sant'Angelo, dove già aveva militato da giocatore negli anni Ottanta, al posto di Flavio Chitti; la squadra a fine stagione conquista la salvezza, vincendo i play-out contro il Casalmaiocco.